# Виланова Монтелеоне
Вилано̀ва Монтелео̀не (на италиански: Villanova Monteleone; на сардински: Biddanòa, Биданоа) е малко градче и община в Южна Италия, провинция Сасари, автономен регион и остров Сардиния. Разположено е на 567 m надморска височина. Населението на общината е 2405 души (към 2010 г.).